# Christophe Diandy
Christophe Diandy (Dakar, 25 novembre 1990) è un calciatore senegalese, centrocampista del Tertre Hautrage.

## Caratteristiche tecniche
È un esterno sinistro.

## Palmarès

### Club

#### Competizioni nazionali
- Campionato belga: 1

Anderlecht: 2009-2010
- Supercoppa del Belgio: 1

Anderlecht: 2010